# Sayaxché
Sayaxché ist eine knapp 14.000 Einwohner zählende Stadt im Departamento Petén in Guatemala. Die Stadt ist Verwaltungssitz eines Municipios mit knapp 95.000 Einwohnern, das sich über 3904 km² erstreckt.

## Lage
Der Ort Sayaxché liegt im Südwesten Peténs am Río La Pasión auf 125 m Höhe. Von Flores, der am Petén-Itzá-See gelegenen Hauptstadt des Departamentos Petén, führt die Nationalstraße 5 über La Libertad und Sayaxché ins weiter südlich gelegene Alta Verapaz. Sayaxché liegt in etwa auf halbem Weg, sowohl nach Flores als auch nach Alta Verapaz sind es rund 70 km.
Wie bei allen Municipios im Petén liegt der Hauptort an einer größeren Verkehrsachse, während sich das Verwaltungsgebiet weit in rückwärtige, dünn besiedelte Regionen ausdehnt. Das Municipio Sayaxché umfasst das gewässerreiche tropische Tiefland im Südwesten Peténs. Im Norden und Osten wird es vom Río de la Pasión begrenzt, im Westen vom Río Salinas, deren zahlreiche Zuflüsse weite Landstriche durchziehen. Unter den Seen („Lagunen“) ist die etwa 10 km südlich von Sayaxché gelegene Laguna Petexbatún mit ihren südlich anschließenden Sümpfen erwähnenswert. Dieses Gebiet mit seinen berühmten Maya-Ruinen Aguateca und Dos Pilas wurde unter Naturschutz gestellt. In der Umgebung des Hauptortes Sayaxché liegen auch die Nationalparks El Rosario und Ceibal, letzterer mit der gleichnamigen Ruinenstadt.

## Geschichte
Die zahlreichen Maya-Ruinen auf dem Gebiet des Municipios zeugen von der auch hier blühenden Hochkultur der Maya. Nach deren Niedergang im 8. Jahrhundert n. Chr. blieb die Gegend auch nach der spanischen Conquista weitgehend menschenleer. Der Ort Sayaxché wurde im Jahr 1874 von Waldarbeitern der Firma Jamet Sastré gegründet. Bis zur Erhebung zum Municipio im Jahr 1929 blieb der sehr abgelegene Ort mit seiner Umgebung eine „Landgemeinde“ (aldea) des Municipios La Libertad. In den Jahrzehnten danach begann eine schrittweise Zuwanderung von Kekchí aus Alta Verapaz und dann auch von Menschen aus allen anderen Landesteilen. Mit dem Ausbau der Nationalstraße 5 nach Flores wuchs Sayaxché bald zur Kleinstadt und zum Handels- und Verkehrszentrum im südwestlichen Petén heran.

## Bevölkerung
Die Bevölkerung besteht heute zu 65 % aus Kekchí und zu 25 % aus Ladinos, die übrigen 10 % sind zugewanderte Maya verschiedener Volksgruppen aus dem Hochland. Von den Kekchí leben etwa 95 % auf dem Land. Das Municipio besteht neben dem Hauptort Sayaxché aus acht Landgemeinden und über 150 zum Teil sehr abgelegenen Weilern. Unter der Bevölkerung in den isolierten ländlichen Siedlungen ist die Analphabetenquote noch sehr hoch.

## Wirtschaft
Sayaxché lebt vorwiegend von der Landwirtschaft, insbesondere vom Anbau von Mais, Bohnen, Reis, Obst und Gemüse sowie von der Herstellung von Gewürzen und von der Viehzucht. Wichtig ist auch die Forst- und Holzwirtschaft. Der Hauptort dient als Handels- und Dienstleistungszentrum in der Region. Wegen der reizvollen Landschaft und dem reichen Maya-Kulturerbe spielt auch der Tourismus eine Rolle.

## Maya-Ruinen
Auf dem Gebiet des Municipios gibt es zahlreiche Maya-Ruinen, von denen jedoch nicht alle unbedingt sehenswert sind. Zu den bedeutendsten archäologischen Fundplätzen zählen Cancuén, Jolomax, San Diego, Bonis, El Prado, La Reforma III, San Amelia, Tres Islas, La Flojera, Aguateca, Arroyo de Piedra, Anonal, Resbalón, Tamarindo, Punta Chimino, Las Pacayas, Dos Pilas, El Cedro, Altar de Sacrificios, El Chorro, Sayaxché, Ceibal, Aguas Calientes, El Caribe, Calatrava, La Amelia und San Juan Acul.